# Antonio Neira de Mosquera

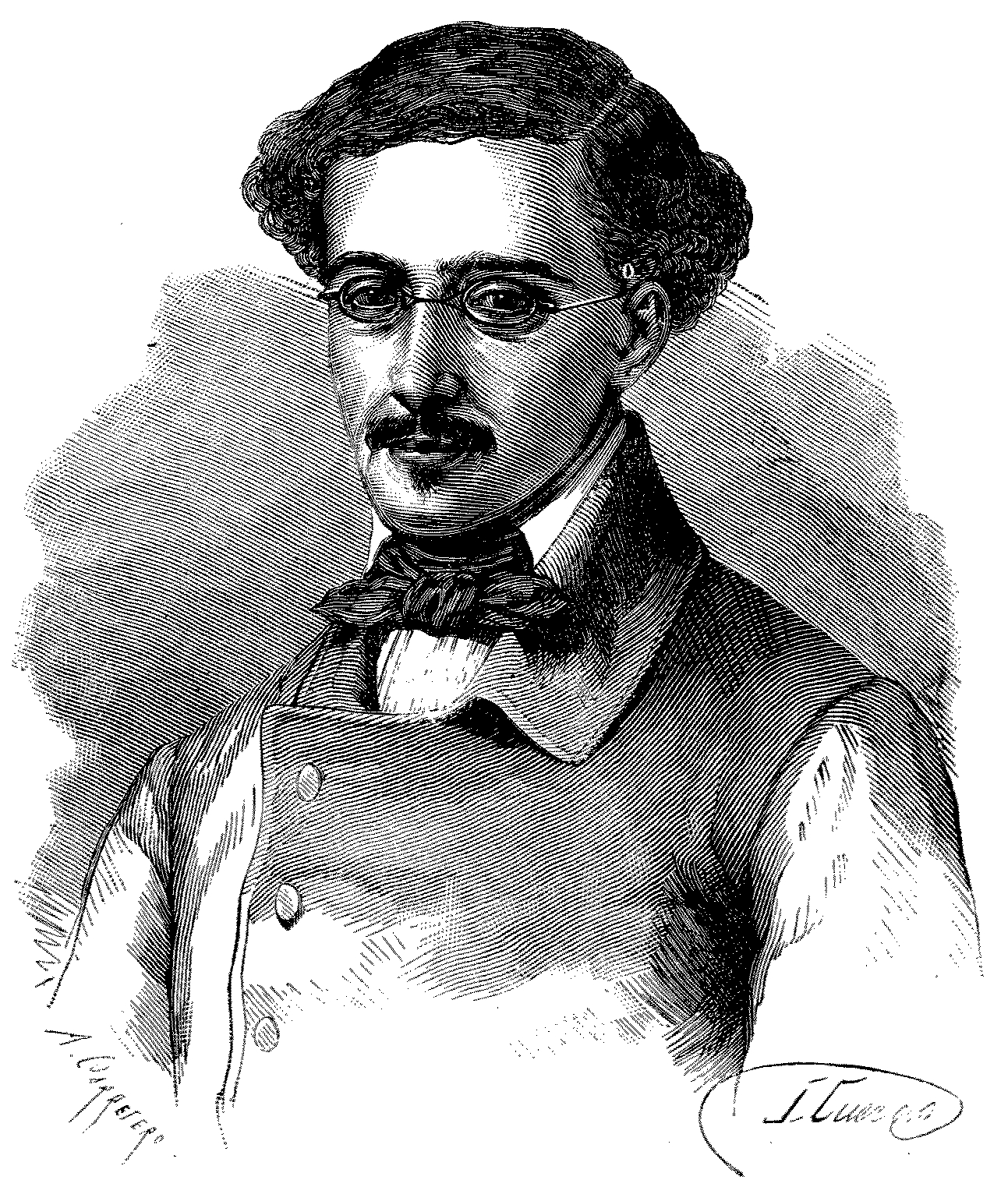
Retrato de Antonio Neira en La Ilustración Gallega y Asturiana (11 de marzo de 1880), por José Fernández Cuevas, según grabado de Carretero.

Antonio Neira de Mosquera (Santiago de Compostela, 19 de marzo de 1818 ¿1823?-La Coruña, 2 de julio de 1854 ¿1853?), fue un periodista y escritor español, del círculo de costumbristas del romanticismo en España.

## Biografía

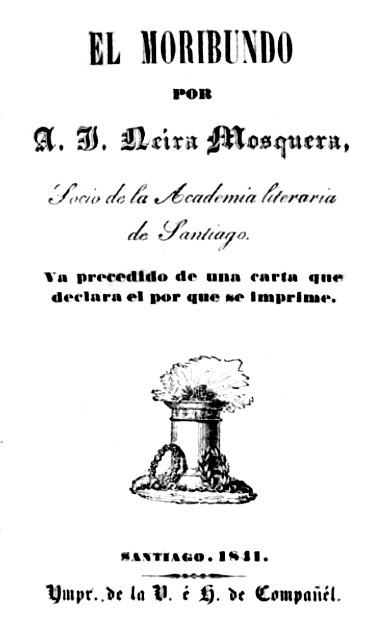
El Moribundo, 1841.

Nacido en Santiago de Compostela, donde tiene dedicada una calle, inició su actividad periodística y literaria colaborando en publicaciones de su Galicia natal, como Revista de Galicia, El Recreo Compostelano y La Situación de Galicia. También dirigió la Revista Literaria del Diario de Santiago (1848) y entre 1851 y 1852 fundó y dirigió El Eco de Galicia.
En Madrid fue redactor de El Tío Vivo (1845), El Imparcial (con el seudónimo de «El doctor Malatesta») y El Censor de Prensa. Colaboró en el Semanario Pintoresco Español desde 1843 hasta 1854, algunos de ellos incluidos en sus Monografías de Santiago (1850), una colección de cuadros históricos, políticos, costumbristas, de arte, tradiciones y leyendas. En este perfil legendario podría incluirse también su supuesta responsabilidad en la creación del mito del Botafumeiro.
Es autor de la novela histórica La marquesa de Camba y Rodeiro (1842), a partir del cuento Don Suero de Toledo, la pieza costumbrista Las ferias de Madrid (1848) y El reinado de las musas (1851). Participó  en Los españoles pintados por sí mismos (1844) con «El gaitero gallego», al que describe como un narrador de cuentos y alcahuete de amores difíciles, animador de misa y romerías, fiestas patronales, bodas y magosto. Como autor dramático puede mencionarse el drama La razón de la sinrazón.